# Cybaeolus rastellus
Cybaeolus rastellus là một loài nhện trong họ Hahniidae.
Loài này thuộc chi Cybaeolus. Cybaeolus rastellus được miêu tả năm 1967 bởi Roth.